# Airplay (radiodiffusion)

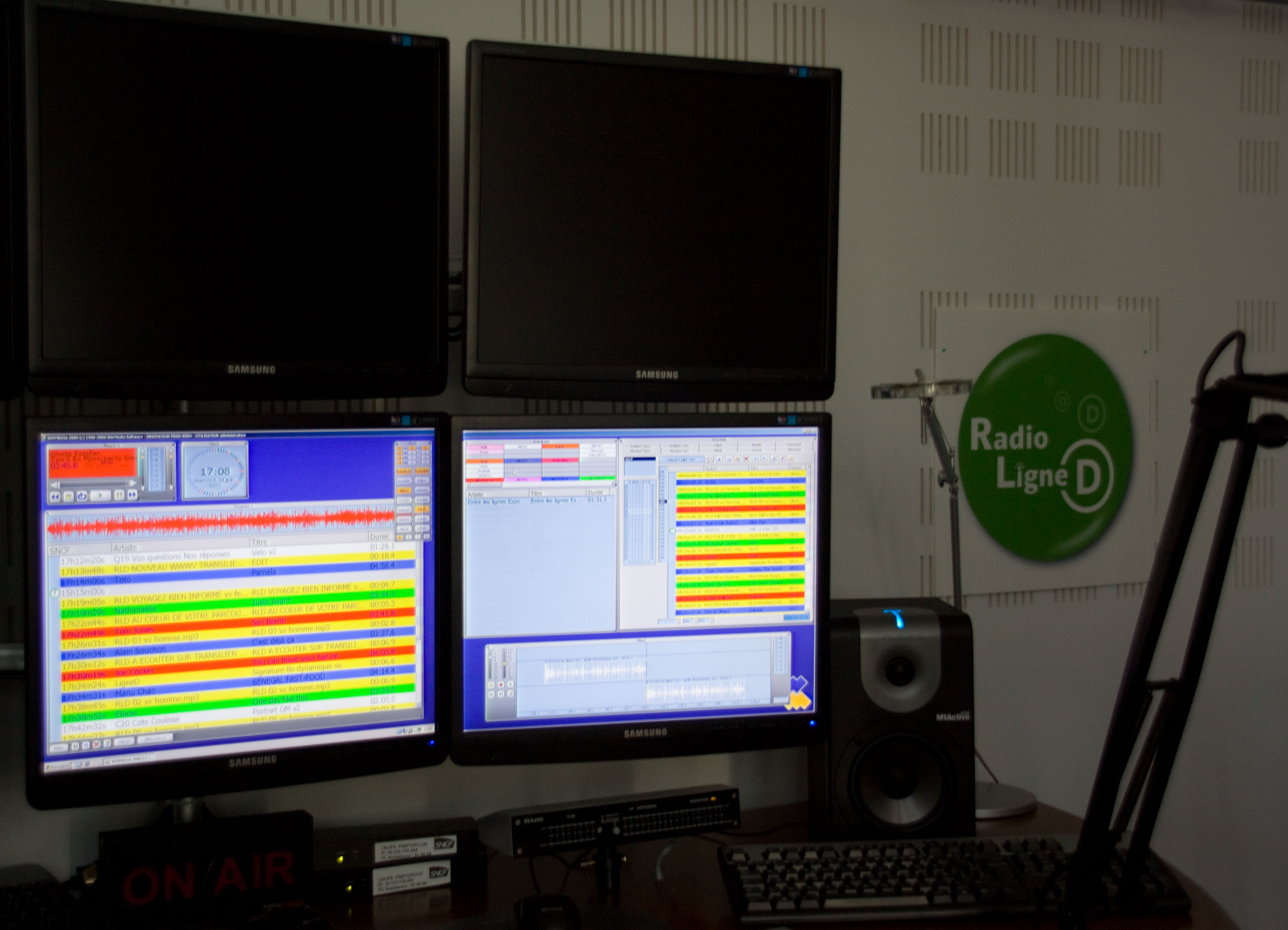
Studio d'une station de radio (Radio Ligne D) avec la playlist associée (visible en zoomant sur l'écran de gauche) contribuant ainsi à l'airplay des chansons concernées (Paris, France).

Dans le domaine de la radiodiffusion, l'airplay est un anglicisme, permettant de quantifier la diffusion par les stations de radio commerciales d'une chanson (ou plus généralement d'une quelconque œuvre musicale) et ainsi d'évaluer sa popularité et intrinsèquement son succès à une période donnée,.

Cette quantification peut être mesurée en fréquence (nombre de diffusions durant une période donnée) et/ou en durée de diffusion et doit préciser les paramètres spatio-temporels inhérents (en général, le pays concerné et la semaine de l'année sont alors référencés). Il s'agit d'un indicateur à la fois statistique et commercial très utilisé dans l'industrie musicale,, mais relativement peu connu du grand public.

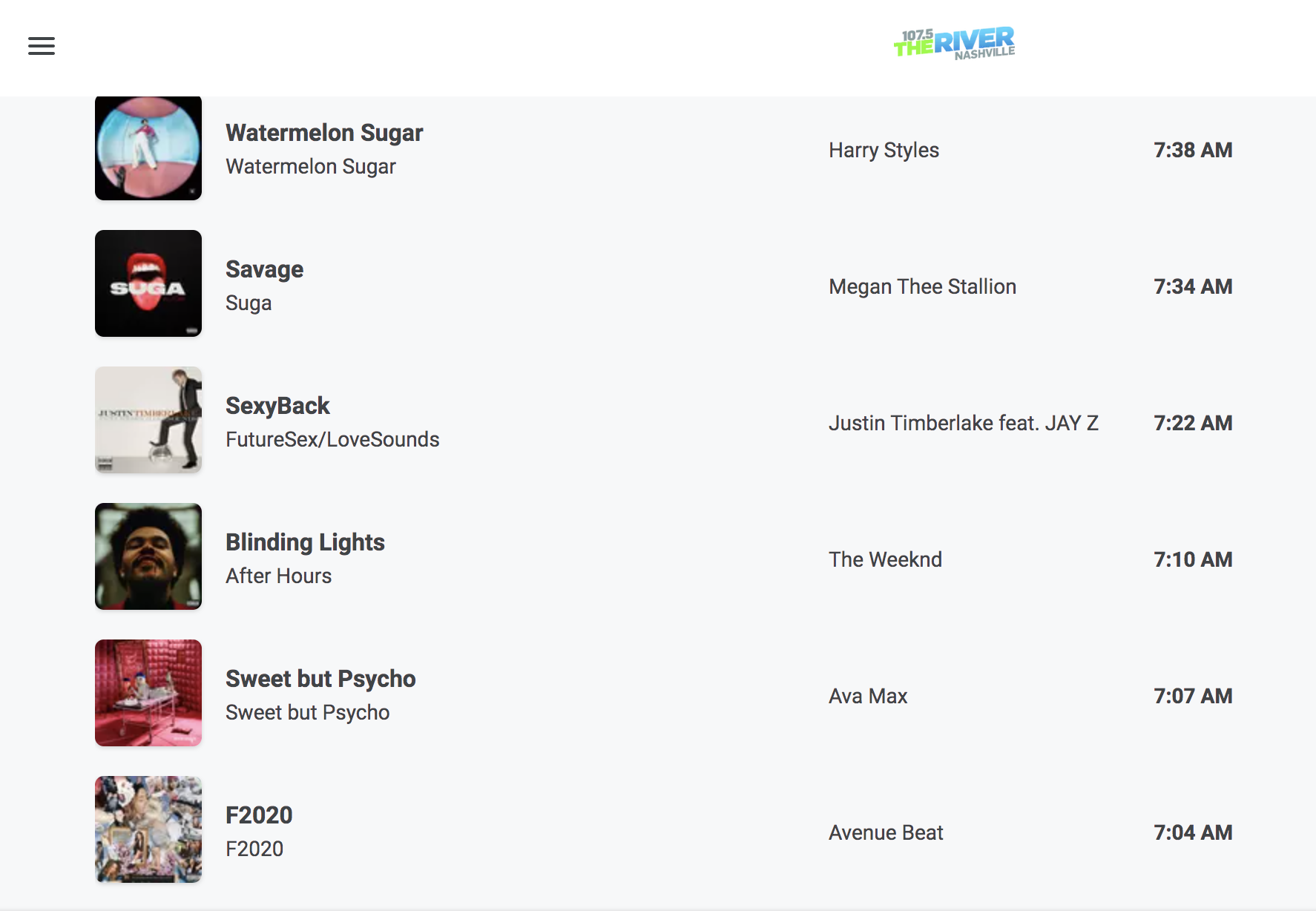
Playlist d'une webradio (iHeartRadio) datant de Juillet 2020 (New York, États-Unis).
Cette webradio basée sur un système de recommandation renforce l'airplay déjà important des chansons sélectionnées s'inscrivant ainsi dans un processus de rétroaction positive.

Ce sont les listes de lecture (aussi désignées par l'anglicisme « playlists ») des différentes stations de radio musicales qui sont spécifiquement à l'origine de l'airplay d'une chanson. En effet, si une programmation musicale diffuse plusieurs fois la même chanson au cours d'une journée, ce qui est fréquent lorsqu'il s'agit d'une nouvelle publication, alors cela a évidemment pour conséquence d'augmenter notablement son airplay.
Une étude américaine commandée et publiée par la National Association of Broadcasters (d'après les travaux de la société américaine Nielsen Audio, spécialisée dans la collecte et le traitement des mesures d'audience des médias audiovisuels) montre une « forte corrélation entre l'airplay et les ventes musicales associées » à la (ou les) chanson(s) concernées. Plus précisément, selon cette étude, l'airplay est incontestablement « le principal moteur des ventes musicales, et cela dès la première semaine de diffusion régulière jusqu'à la semaine où les ventes sont les plus importantes ».